# 외아들 (드라마)
《외아들》은 1987년 2월 15일에 MBC TV에서 방영된 베스트셀러극장이다.

## 줄거리
외아들을 사이에 두고 벌어진 고부간의 갈등을 그린 드라마이다.

## 출연
- 임영규
- 이기선
- 김영옥
- 김영님
- 전운
- 김길호
- 최은숙
- 견미리
- 임미리
- 박종설
- 박영태
- 오세장
- 문회원
- 문서경
- 최한호
- 김응석
- 김영석
- 김환교
- 정혜승
- 이영자
- 한송이